# Codex Claromontanus

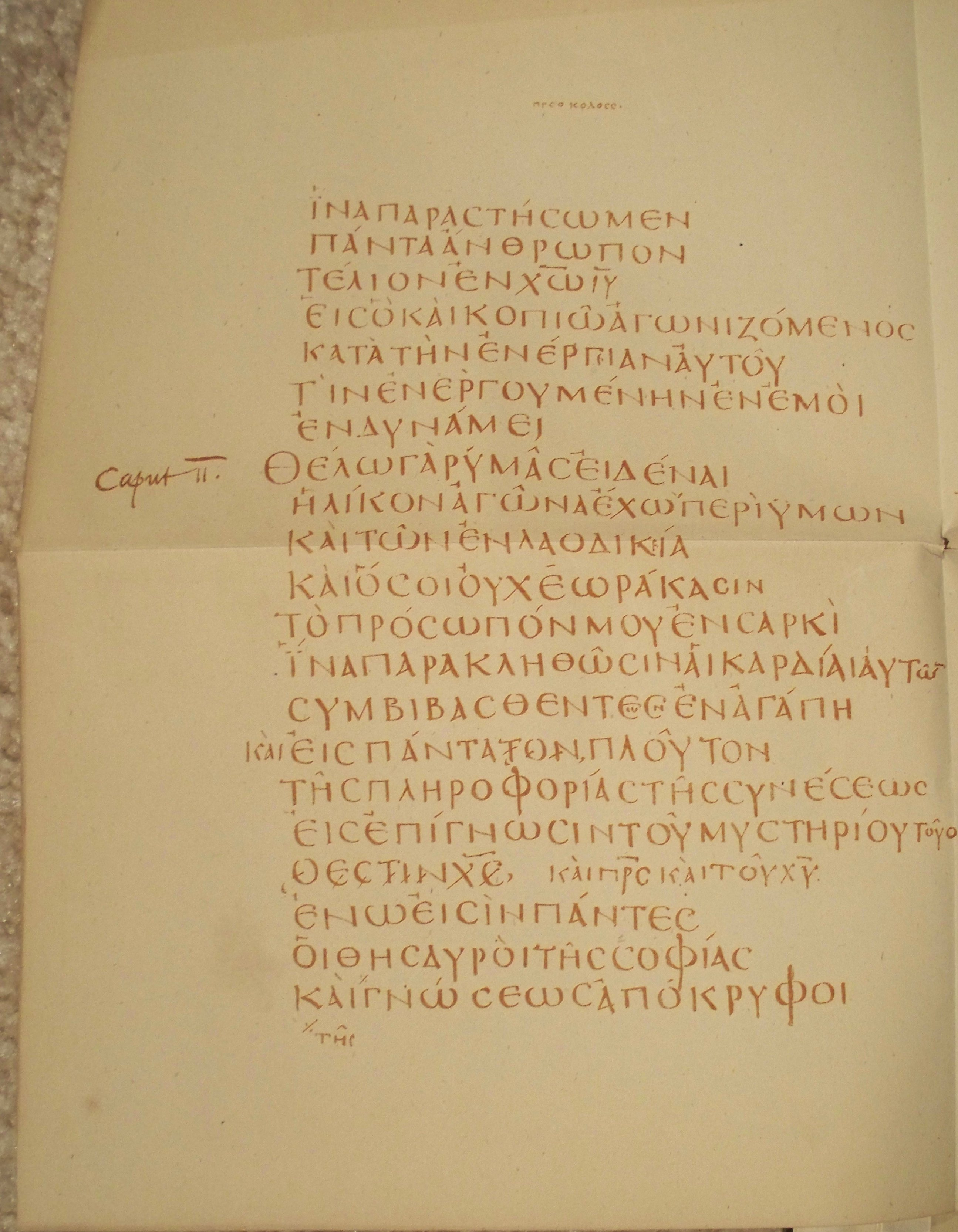
Codex Claromontanus

Codex Claromontanus (Gregory-Aland no. Dp sau 06) este un manuscris în limba greacă al Bibliei  datând de la începutul secolului al VI-lea.
Manuscrisul cuprinde 533 foi cu dimensiunea 24,5×19,5 cm.
În prezent se găsește la Bibliothèque nationale de France (Gr. 107 B) din Paris.